# Albany State University
Die Albany State University ist eine ursprünglich afroamerikanische Universität in Albany im US-Bundesstaat Georgia. Zuletzt waren etwa 6500 Studenten eingeschrieben.

## Geschichte
Inspiriert von dem Literaturwerk The Souls of Black Folk des amerikanischen Bürgerrechtlers und Philosophen W. E. B. Du Bois kehrte Joseph Winthrop Holley nach seinem Studium an der Lincoln University in Pennsylvania nach Albany zurück und gründete eine Schule. Dank einer 2.600 US-Dollar umfassenden Spende der Familie Rowland Hazards konnte er ein Kuratorium zusammenstellen und etwa 200.000 Quadratmeter Land erwerben. Ziel der Schule war es, der afroamerikanischen Bevölkerung eine Grundschul- und Lehrerausbildung zu ermöglichen. 1917 wurde die Schule zum Georgia Normal and Agricultural College.
1932 wurde die Schule ins University-System von Georgia aufgenommen, 1943 wurde sie zum Albany State College. In den frühen 1960er Jahren spielte das College eine wichtige Rolle in der amerikanischen Bürgerrechtsbewegung, da hier das Albany Movement entstand, das unter anderem Martin Luther King Jr. in die Stadt holte. 1981 wurden erstmals Hochschulabschlüsse angeboten, 1996 erhielt das College den Status als Universität.
2004 erhielt die Universität ein neues Stadion, 2006 neue Wohneinheiten für Studenten.

## Fachbereiche
Die Universität unterhält vier Fachbereiche:
- College of Arts and Humanities
- College of Business
- College of Education
- College of Science and Health Professions

## Studentenleben
An der Albany State University bestehen etwa 60 studentische Organisationen, darunter überwiegend Bands, Chöre, religiöse Gruppierungen, Ehrenverbindungen und Studentenverbindungen.
Darüber hinaus bestehen neun Studentenverbindungen: Alpha Kappa Alpha, Alpha Phi Alpha, Delta Sigma Theta, Iota Phi Theta, Kappa Alpha Psi, Omega Psi Phi, Phi Beta Sigma, Sigma Gamma Rho, Zeta Phi Beta.
Das Sportangebot der Universität umfasst American Football, Basketball, Baseball, Cheerleading, Volleyball, Crosscountry und Leichtathletik.

## Ehemalige Studierende
Bekannte Personen, die an der Albany State University studiert haben:
- Alice Coachman, ehemalige Leichtathletin und Olympiasiegerin von 1948
- Jo Marie Payton-Noble, Schauspielerin
- Rick Ross, erfolgreicher Rapper